# Messier 29
Messier 29 (còn được gọi là M 29 hay NGC 6913) là một cụm sao mở trong chòm sao Cygnus. Nó được phát hiện bởi Charles Messier vào năm 1764, và có thể được nhìn thấy từ Trái Đất bằng cách sử dụng ống nhòm.